# 6914 Беккерель
6914 Беккерель (6914 Becquerel) — астероїд головного поясу, відкритий 3 квітня 1992 року.
Тіссеранів параметр щодо Юпітера — 3,385.